# Cyclorana cultripes
Cyclorana cultripes és una espècie de granota endèmica d'Austràlia.